# شادک
شادک (به لاتین: Szadek، تلفظ: [ˈʂadɛk]) یک شهرک در لهستان است که در شهرستان ازدونسکا وولا واقع شده‌است.

## خصوصیات
شادک ۱۷٫۹۹ کیلومترمربع مساحت و ۲٬۰۰۷ نفر جمعیت دارد.